# تنبيه عصبي
المنباه العصبي (بالإنجليزية: Neurostimulator)‏ ويسمى كذلك مولد النبض المزروع (بالإنجليزية: implanted pulse generator)‏ هو جهاز يشغل بواسطة نضيدة مصصم لإيصال التحفيز الكهربائي إلى الدماغ والجهازين العصبيين المركزي والمحيطي.
المنباه العصبي مكون متكامل ضمن نظام مزروع جراحيا مثل التحفيز العميق للدماغ ومحفز الحبل الشوكي ومحفز العصب المبهم، ومصمم لمعالجة أمراض الجهاز العصبي والآلام العصبية.